# Pyrnus fulvus
Pyrnus fulvus là một loài nhện trong họ Trochanteriidae. Loài này phân bố ở phía nam của Australië.